# Distribucijska lista
Distribucijska lista, mailing lista (engl. mailing list ili listserv), oblik skupnog dopisivanja elektronskom poštom. Prema nekima postoji mala razlika između distribucijske liste i liste dopisivanja elektronskom poštom.
Vrsta je internetske usluge gdje članovi komuniciraju elektroničkom poštom. Poruke poslane na adresu liste automatski se dostavljaju svim članovima liste. Korist koji učlanjivanjem se postiže jest da član ne mora pamtiti sve adrese, nego slanjem poruke samo na jednu adresu istovremeno je poslao poslati poruku mnoštvu osoba, koje se članovima automatski dostavlja. Uvjet da bi te osobe primile tu poruku jest da su članovi te distribucijske liste. Ovakav sustav skupnog komuniciranja povezuje osobe koje povezuje neki zajednički interes ili su na nekom trenutnom ili stalnom projektu, što znatno olakšava timski rad. Da bi se izbjeglo nespretnosti, zadržao kriterij, omogućila kvalitetna komunikacija, distribucijske liste imaju svoje administratore. Zato se članove prima pozivom uz odobravanje, kontroliranjem i filtriranjem poruka od nekvalitetna ili čak neželjena sadržaja. Zaštita liste je važna zbog zloporaba ili pristupa štetnih programa koji ciljaju oštetiti računala članova, sandučiće elektronske pošte članova ili od programa koji žanju adrese e-pošte.
Problem je osobito u ranijem dobu interneta kad su kapaciteti sandučića i diskova bili znatno manji, a brzina protoka neusporedivo sporija nego danas jest taj što je kad su liste imale mnoštvo članova vrlo brzo su se mogli pretrpati sandučići elektronske pošte svakog člana, osobito ako je komunikacija bila češća.
Svojevremeno su postojali servisi poput Topica (www.topica.com, danas neaktivna poveznica) na kojima se moglo preko ključnih riječi pretražiti distribucijske liste i pregledati distribucijske liste po hijerarhijskoj važnosti za neku temu.